# Simon Katzenstein

Simon Katzenstein (vor 1920)

Simon Katzenstein (* 1. Januar 1868 in Gießen; † 28. März 1945 in Solna, Schweden) war ein deutscher Politiker der SPD.

## Leben und Beruf
Nach dem Abitur in Gießen 1885 studierte Katzenstein, der ursprünglich jüdischen Glaubens war aber aus der jüdischen Gemeinde austrat, bis 1890 in Gießen und Leipzig Geschichts- und Rechtswissenschaften. Er wurde während seines Studiums 1890 Mitglied der Burschenschaft Arminia Gießen im Allgemeinen Deutschen Burschenbund. Ab 1890 war er Rechtsreferendar in Gießen, wurde aber 1892 vor seiner Staatsprüfung aus politischen Gründen entlassen. Zuvor war er Redakteur der Frankfurter Volksstimme gewesen.
Seither arbeitete er als politischer Schriftsteller und Redakteur in Leipzig und Mainz, daneben zeitweise auch als Arbeitersekretär in Mannheim. 1896 wurde er in Sachsen wegen Verstoßes gegen das Pressegesetz zu acht Jahren Gefängnis verurteilt. Ab 1903 war er in Berlin tätig, wo er neben seiner publizistischen Tätigkeit auch Lehrer an Arbeiterbildungs-, Gewerkschafts- und Parteischulen war. Er gab seit Anfang des 20. Jahrhunderts die Zeitschrift Der Abstinente Arbeiter, das Verbandsblatt des Deutschen Arbeiter-Abstinentenbundes (DAAB) heraus. Im DAAB hatte Katzenstein verschiedene führende Positionen inne. Seit 1917 war er volkswirtschaftlicher Mitarbeiter des Zentralverbandes deutscher Konsumvereine. 1933 ging er in das damals unter Völkerbundsverwaltung stehende Saargebiet, nach dessen Angliederung an Deutschland 1935 floh er nach Schweden. Die Nationalsozialisten bürgerten ihn 1940 aus.
Simon Katzenstein ist der Bruder der Sozialpolitikerin und Frauenrechtlerin Henriette Fürth.

## Partei
Seit 1889 war Katzenstein Mitglied der SPD. Zusammen mit seinem ehemaligen Studienfreund Eduard David gründete er 1893 die Mitteldeutsche Sonntagszeitung. Ihr Ziel war die Gewinnung von SPD-Wählern und -Mitgliedern in der Landbevölkerung, insbesondere unter Kleinbauern. Er gehörte 1906 zum Gründungskollegium der SPD-Reichsparteischule. Nach 1933 engagierte er sich in der Sopade, der Auslandsorganisation, die die SPD im Exil am Leben erhielt.

## Abgeordneter
Katzenstein war von 1915 bis 1919 Stadtverordneter in Charlottenburg. Eine Fortführung des Mandats lehnte er trotz seiner Wiederwahl 1919 ab. 1919/20 gehörte er der Weimarer Nationalversammlung an und war an den Verhandlungen mit Vertretern der Zentrumspartei beteiligt, die zum Weimarer Schulkompromiss führten.

## Veröffentlichungen
- Kritische Bemerkungen zu Bebels Buch: „Die Frau und der Sozialismus“. In: Die Neue Zeit. XV. Jg. 1886–1897. I. Band, 1896, Nr. 10, S. 293–302. Digitalisat
- Freiheit und Ordnung. Ein Versuch zur Abgrenzung der Rechte des Individuums und der Gesellschaft, in: Sozialistische Monatshefte. 1 = 3(1897), Heft 3, S. 157–165. Digitalisat
- Die organisatorischen Aufgaben der deutschen Arbeiterklasse und die Arbeitersekretariate, in: Sozialistische Monatshefte, Jg. 1899, Seiten 558–566.
- Heimarbeit und Genossenschaftswesen. Vortrag, anläßlich der Heimarbeit-Ausstellung zu Berlin 1906 gehalten von Simon Katzenstein. Genossenschafts-Pionier, Berlin 1906. (=Genossenschaftliche Agitations-Bibliothek 1)
- Moderne Jugendbewegung und Alkoholfrage. Deutscher Arbeiter-Abstinenten-Bund, Berlin 1907. (=Deutscher Arbeiter-Abstinenten-Bund. No 14)
- Der Anarchismus und die Arbeiterbewegung. Verlag der Buchhandlung Vorwärts, Berlin 1908.
- Wofür kämpfen wir? Deutscher Arbeiter-Abstinenten-Bund, Berlin (vermutl.) 1911.
- Sieg der Abstinenz – Untergang der Getränkearbeiter? Deutscher Arbeiter-Abstinenten-Bund, Berlin 1928. (gemeinsam mit Kurt Baurichter)
- Die Aufgaben der Gemeinde im Kampf gegen den Alkoholismus, J. H. W. Dietz, Berlin 1930.
- Henriette Fürth. Versuch einer Würdigung. Zu ihrem 70. Geburtstag gewidmet von ihrem Bruder, Berlin 1931.